# مارتن دوبسون
مارتن دوبسون (بالإنجليزية: Martin Dobson)‏ هو لاعب كرة قدم ومدرب كرة قدم بريطاني، ولد في 14 فبراير 1948 في Rishton ‏ في المملكة المتحدة. شارك مع منتخب إنجلترا تحت 21 سنة لكرة القدم ومنتخب إنجلترا لكرة القدم. أما مع النوادي، فقد لعب مع بولتون واندررز ونادي إيفرتون ونادي بوري ونادي بيرنلي.

## وصلات خارجية
- مارتن دوبسون على موقع قاعدة بيانات كرة القدم.إي يو (الإنجليزية)
- مارتن دوبسون على موقع ناشيونال فوتبول تيمز (الإنجليزية)